# Münster-Geschinen

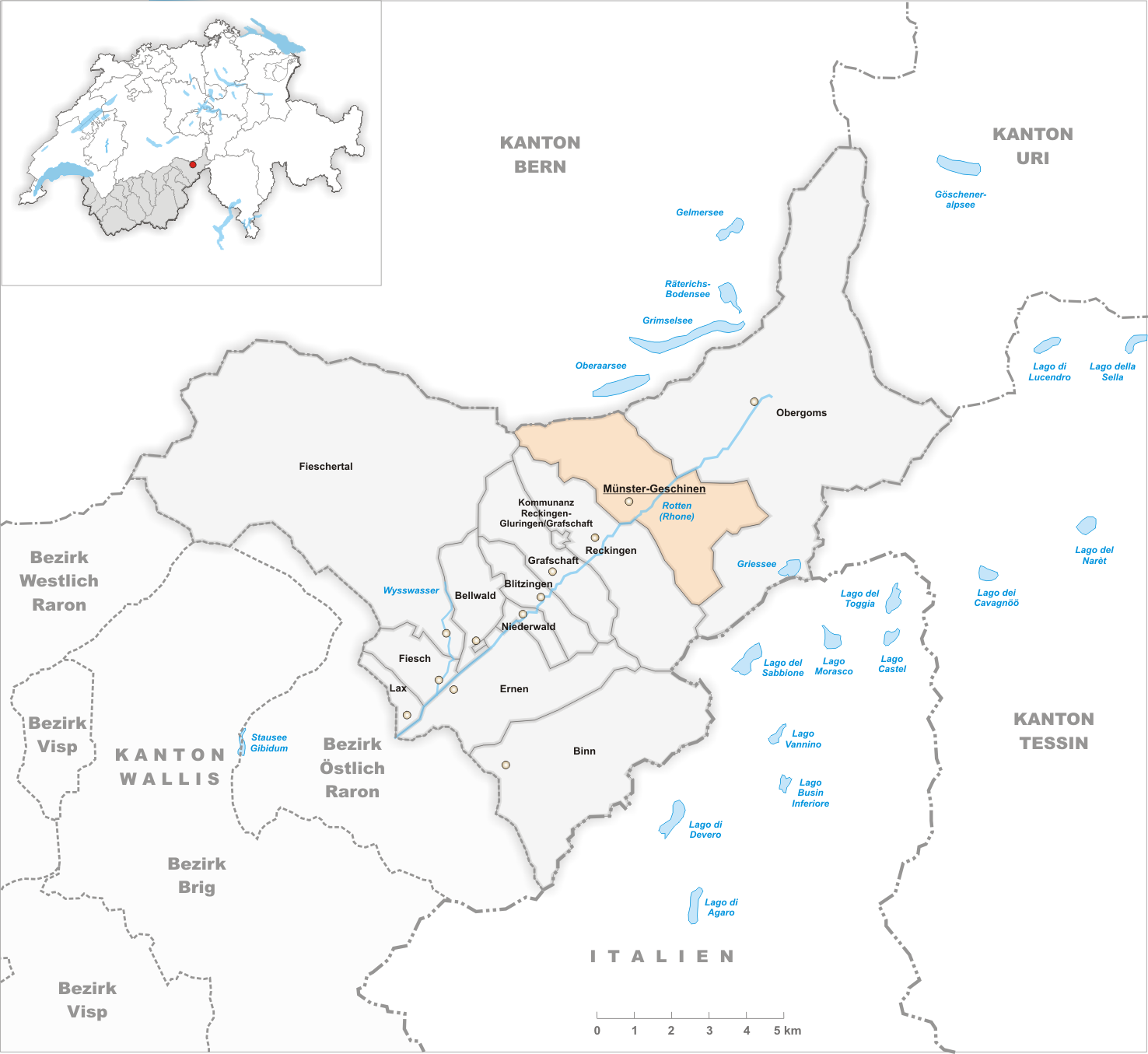
Gemeindestand vor der Fusion am 1. Januar 2017

Münster-Geschinen war bis am 31. Dezember 2016 eine Munizipalgemeinde des Bezirks Goms im deutschsprachigen Teil des Schweizer Kantons Wallis. Die Gemeinde entstand 2004 aus der Fusion der beiden Gemeinden Münster und Geschinen.
Am 1. Januar 2017 fusionierte sie mit den Gemeinden Blitzingen, Grafschaft, Niederwald und Reckingen-Gluringen zur neuen Gemeinde Goms.

Luftbild (1955)

## Gemeindepräsidenten
| Amtszeit  | Name             | Partei |
| --------- | ---------------- | ------ |
| 2005–2008 | Hans Keller      | –      |
| 2009–2012 | Werner Lagger    | CVP    |
| 2013–2016 | Gerhard Kiechler | neo    |